# Пескеуць
Пескеуць (рум. Păscăuţi) — село в Ришканському районі Молдови. Входить до складу комуни, адміністративним центром якої є місто Костешти.
Більшість населення - українці. Згідно з переписом населення 2004 року - 755 осіб (80%).